# Casperi Főiskola
A Casperi Főiskola (angolul: Casper College) állami fenntartású közösségi főiskola az Amerikai Egyesült Államok Wyoming államának Casper városában, a térség legátfogóbb képzési kínálatával rendelkező ilyen intézménye. 1945-ben a Natrona megyei középiskola emeletén nyílt meg, majd tíz évvel később jelenlegi helyére költözött. Itt található a Tate Földtani Múzeum.

## Oktatás és szervezeti felépítés
Több mint száznegyven főiskolai szakot és szakirányú továbbképzést kínálnak. Az intézmény öt intézetből (Üzleti és Ipari, Képzőművészeti és Bölcsészettudományi, Egészségtudományi, Tudományos és Viselkedéstudományi) áll.

## Sport
A Casper Thunderbirds alábbi csapatai versenyeznek a National Junior College Athletic Association keretein belül:
- Férfi kosárlabda
- Női kosárlabda
- Rodeó
- Röplabda
- 2020-tól férfi és női labdarúgás

A kosárlabda- és röplabdacsapatok hazai létesítménye a Swede Erickson Thunderbird Tornacsarnok.

## A 2012-es gyilkosságok
2012. november 30-án, pénteken a 25 éves Christopher Krumm, James Krumm oktató fia felkereste a férfi lakását, ahol a főiskola egy másik munkatársával, Heidi Arnolddal élt; az épületen kívül a nőt többször megszúrta, majd az egyetemre ment. Két késsel és egy takaró alá rejtett íjjal felfegyverkezve édesapja tantermébe ment, majd az íjjal fejbe lőtte. James Krumm felállt, ezalatt hallgatói elmenekültek; Christopher Krumm ekkor a késsel öngyilkos lett.
A bizonyítékok szerint a gyilkosság oka Christopher Krumm Asperger-szindrómája volt, amelyért apját hibáztatta; azért ölte meg, hogy azt „ne adhassa tovább senkinek”.

## Nevezetes személyek
- Bob Lackey, kosárlabdázó
- Chris LeDoux, countryénekes és rodeós
- Dax, rapper
- Dick Cheney, az USA egykori alelnöke
- Earle Higgins, kosárlabdázó
- Flynn Robinson, kosárlabdázó
- Marlan Scully, a kvantumfizika kutatója

## Fordítás
- Ez a szócikk részben vagy egészben  a   Casper College című angol Wikipédia-szócikk ezen változatának fordításán alapul.  Az eredeti cikk szerkesztőit annak laptörténete sorolja fel. Ez a jelzés csupán a megfogalmazás eredetét és a szerzői jogokat jelzi, nem szolgál a cikkben szereplő információk forrásmegjelöléseként.